# Cerapachys
Cerapachys is een geslacht van vliesvleugelige insecten van de familie Mieren (Formicidae).

## Soorten
- C. aberrans (Clark, 1934)
- C. adamus Forel, 1910
- C. afer Forel, 1907
- C. aitkenii Forel, 1900
- C. angustatus (Clark, 1924)
- C. antennatus Smith, F., 1857
- C. aranus Bolton, 1995
- C. arnoldi Forel, 1914
- C. augustae Wheeler, W.M., 1902
- C. bakeri (Wheeler, W.M. & Chapman, 1925)
- C. besucheti Brown, 1975
- C. bicolor (Clark, 1924)
- C. binodis Forel, 1910
- C. biroi Forel, 1907
- C. braunsi (Emery, 1902)
- C. braytoni (Weber, 1949)
- C. brevicollis (Clark, 1924)
- C. brevis (Clark, 1924)
- C. bryanti Wheeler, W.M., 1919
- C. centurio Brown, 1975
- C. clarki (Crawley, 1922)
- C. coecus (Mayr, 1897)
- C. cohici (Wilson, 1957)
- C. collingwoodi Sharaf, 2007
- C. conservatus Viehmeyer, 1913
- C. constrictus (Clark, 1924)
- C. coxalis (Arnold, 1926)
- C. crassus (Clark, 1941)
- C. crawleyi Wheeler, W.M., 1924
- C. cribrinodis (Emery, 1899)
- C. cryptus Mann, 1921
- C. daikoku Terayama, 1996
- C. davisi Smith, M.R., 1942
- C. decorsei (Santschi, 1912)
- C. desertorum Dlussky, 1990
- C. desposyne Wilson, 1959
- C. dohertyi Emery, 1902
- C. dominulus Wilson, 1959
- C. doryloides Borowiec, 2009
- C. dumbletoni (Wilson, 1957)
- C. edentatus (Forel, 1900)
- C. eguchii Borowiec, 2009
- C. elegans (Wheeler, W.M., 1918)
- C. faurei Arnold, 1949
- C. fervidus (Wheeler, W.M., 1918)
- C. ficosus (Wheeler, W.M., 1918)
- C. flammeus (Clark, 1930)
- C. flavaclavatus Donisthorpe, 1938
- C. foreli (Santschi, 1914)
- C. fossulatus Forel, 1895
- C. foveolatus Radchenko, 1993
- C. fragosus (Roger, 1862)
- C. fuscior Mann, 1921
- C. gilesi (Clark, 1924)
- C. grandis (Clark, 1934)
- C. greavesi (Clark, 1934)
- C. gwynethae (Clark, 1941)
- C. hashimotoi Terayama, 1996
- C. heros (Wheeler, W.M., 1918)
- C. hewitti (Wheeler, W.M., 1919)
- C. hondurianus Mann, 1922
- C. humicola Ogata, 1983
- C. huode (Terayama, 2009)
- C. imerinensis (Forel, 1891)
- C. inconspicuus Emery, 1901
- C. incontentus Brown, 1975
- C. indicus Brown, 1975
- C. jacobsoni Forel, 1912
- C. jovis Forel, 1915
- C. kenyensis Consani, 1951
- C. kodecorum Brown, 1975
- C. kraepelinii Forel, 1895
- C. krombeini (Donisthorpe, 1947)
- C. lamborni Crawley, 1923
- C. larvatus (Wheeler, W.M., 1918)
- C. latus Brown, 1975
- C. lindrothi Wilson, 1959
- C. lividus Brown, 1975
- C. longitarsus (Mayr, 1879)
- C. luteoviger Brown, 1975

- C. luzuriagae (Wheeler, W.M. & Chapman, 1925)
- C. macrops (Clark, 1941)
- C. majusculus Mann, 1921
- C. manni Crawley, 1926
- C. marginatus Emery, 1897
- C. mayri Forel, 1892
- C. mjobergi Forel, 1915
- C. muiri Wheeler, W.M. & Chapman, 1925
- C. mullewanus (Wheeler, W.M., 1918)
- C. natalensis Forel, 1901
- C. neotropicus Weber, 1939
- C. niger (Santschi, 1914)
- C. nigriventris (Clark, 1924)
- C. nitens Donisthorpe, 1949
- C. nitidulus Brown, 1975
- C. nkomoensis (Forel, 1916)
- C. noctambulus (Santschi, 1910)
- C. opacus Emery, 1901
- C. papuanus (Emery, 1897)
- C. paradoxus Borowiec, 2009
- C. pawa Mann, 1919
- C. peringueyi (Emery, 1886)
- C. picipes (Clark, 1924)
- C. pictus (Clark, 1934)
- C. piliventris (Clark, 1941)
- C. piochardi (Emery, 1882)
- C. polynikes Wilson, 1959
- C. potteri (Clark, 1941)
- C. princeps (Clark, 1934)
- C. pruinosus Brown, 1975
- C. pubescens (Emery, 1902)
- C. punctatissimus (Clark, 1924)
- C. pusillus (Emery, 1897)
- C. reticulatus Emery, 1923
- C. ruficornis (Clark, 1924)
- C. rufithorax Wheeler, W.M. & Chapman, 1925
- C. rugulinodis (Wheeler, W.M., 1918)
- C. salimani Karavaiev, 1925
- C. sauteri Forel, 1913
- C. sculpturatus Mann, 1921
- C. senescens (Wheeler, W.M., 1918)
- C. sexspinus (Xu, 2000)
- C. similis (Santschi, 1930)
- C. simmonsae (Clark, 1924)
- C. singaporensis (Viehmeyer, 1916)
- C. singularis Forel, 1900
- C. sjostedti Forel, 1915
- C. splendens Borgmeier, 1957
- C. sudanensis Weber, 1942
- C. sulcinodis Emery, 1889
- C. superatus Wilson, 1959
- C. suscitatus (Viehmeyer, 1913)
- C. sylvicola Arnold, 1955
- C. terricola Mann, 1919
- C. toltecus Forel, 1909
- C. turneri Forel, 1902
- C. typhlus (Roger, 1861)
- C. validus Arnold, 1960
- C. varians (Clark, 1924)
- C. versicolor (Donisthorpe, 1948)
- C. vespula (Weber, 1949)
- C. villiersi Bernard, 1953
- C. vitiensis Mann, 1921
- C. wittmeri Collingwood, 1985
- C. wroughtoni Forel, 1910
- C. xizangensis Tang & Li, 1982
- C. zimmermani Wilson, 1959